# 朱異
朱 異（しゅ い）は、中国三国時代の武将。呉に仕えた。字は季文。揚州呉郡呉県の人。父は朱桓。従父は朱拠。

## 経歴
幼いときからその聡明さが評判であり、朱拠を感心させたという（『文士伝』）。孫権は父が高官であることを理由に朱異を郎に取り立てた。父の死後に騎都尉となり、父の兵を預かるようになった。赤烏4年（241年）、朱然の指揮下で樊城攻撃に参加し、自ら献策して呂拠と共に城の外郭を壊し、その功績を称えられ偏将軍となった（芍陂の役）（「呂範伝」）。
あるとき、孫権は朱異と軍事について論じ合い、応対が気に入ったため、朱拠に対し朱異のことを「肝が据わった噂通りの男」と称えたという。
魏の文欽が砦を多数築き、そこに呉の降伏者を収容し国境で略奪を働いていたため、朱異は二千の兵を率いてこれを打ち破った。この功績により揚武将軍となった。
赤烏13年（250年）、文欽が偽の降伏を申し入れてきたが、朱異はこれを見破り、孫権に信用しないよう申し入れた。孫権は呂拠に命じ、大軍を率いて文欽の身柄を引き取りに行かせたが、文欽は現れなかった。
建興元年（252年）、鎮南将軍に昇進した。魏が東興に侵攻してくると（東興の戦い）、水軍を指揮して魏軍の浮橋を破壊し、呉の勝利に貢献した。
諸葛恪の魏侵攻にも参戦し、合肥新城が落城させられないことを悟って、軍を豫章の石頭城に転進させる献策をしたが、諸葛恪に拒絶された。朱異は怒りのあまり暴言を吐いたため、兵を取り上げられて建業に戻されたという（『呉書』）。
諸葛恪の死後、孫峻の軍事行動にも参加し、また五鳳3年（256年）に呂拠が謀反を起こすと、孫峻の後を継いだ孫綝の命令に従い、その討伐にあたった。
太平2年（257年）、仮節・大都督となり孫綝の命を受け、3万の兵を率いて寿春の諸葛誕の援護に向かった。先行した文欽や全端達の軍は寿春に入城を果たしたが、朱異は先に孫壱の討伐を命じられていたため、寿春周辺に来たときは既に魏軍による包囲網が敷かれた後で、入城することができなかった。朱異は包囲陣の突破を図ったが、州泰に撃退された。孫綝から前都督に任じられ、丁奉らと共に5万の兵を率いて再度出撃した。この際、陸抗が魏の偏将軍や牙門将軍を破るなど戦果を挙げたものの、呉軍は州泰・胡烈・石苞の軍勢の前に敗れた。再び孫綝から出撃を命じられたが拒否したため、激怒した孫綝に誅殺された。このとき朱異は陸抗の制止も振りきり、孫綝は身内であるとして捕縛の計画を疑うこともなく参内した。捕縛されたときは猛抗議したが、そのまま絞め殺されたという（『呉書』）。
陳寿は朱異を、父の名を辱めない将軍と賞賛しつつも、呂拠と同様、性格的な欠点もないのに非業の死を遂げたことを、時代の変化によるものと評している。
『三国志演義』では、敗北を重ねて諸葛誕の救援に失敗し、孫綝に斬られる将軍としての出番しかない。